# Rally Príncipe de Asturias de 1990
El Rally Príncipe de Asturias de 1990, oficialmente 27.º Rally Príncipe de Asturias, fue la vigésimo séptima edición, la 35 cita de la temporada 1990 del Campeonato de Europa de Rally y la octava de la temporada 1990 del Campeonato de España de Rally. Se celebró del 7 al 9 de septiembre y contó con un itinerario de veintisiéis tramos que sumaba un total de 295 km cronometrados.

## Itinerario
| Día   | Tramo | Nombre       | Total Km |
| ----- | ----- | ------------ | -------- |
| Día 1 | TC1   | Gemar        | 107 km   |
| Día 1 | TC2   | Peón         | 107 km   |
| Día 1 | TC3   | Valdebárcena | 107 km   |
| Día 1 | TC4   | La Faya      | 107 km   |
| Día 2 | TC5   | Valdecuna    | 349,5 km |
| Día 2 | TC6   | El Cordal    | 349,5 km |
| Día 2 | TC7   | La Foz       | 349,5 km |
| Día 2 | TC8   | Valdecuna    | 349,5 km |
| Día 2 | TC9   | El Cordal    | 349,5 km |
| Día 2 | TC10  | La Foz       | 349,5 km |
| Día 2 | TC11  | Selgas       | 349,5 km |
| Día 2 | TC12  | La Fallona   | 349,5 km |
| Día 2 | TC13  | Quizanas     | 349,5 km |
| Día 2 | TC14  | Selgas       | 349,5 km |
| Día 2 | TC15  | La Fallona   | 349,5 km |
| Día 2 | TC16  | Quizanas     | 349,5 km |
| Día 3 | TC17  | Piloña       | 150,2 km |
| Día 3 | TC18  | Moandi       | 150,2 km |
| Día 3 | TC19  | Labra        | 150,2 km |
| Día 3 | TC20  | Carmen-Torre | 150,2 km |
| Día 3 | TC21  | Libardon     | 150,2 km |
| Día 3 | TC22  | Piloña       | 150,2 km |
| Día 3 | TC23  | Moandi       | 150,2 km |
| Día 3 | TC24  | Labra        | 150,2 km |
| Día 3 | TC25  | Carmen-Torre | 150,2 km |
| Día 3 | TC26  | Libardon     | 150,2 km |

## Clasificación final
| Pos. | Piloto               | Copiloto           | Automóvil                      | Tiempo  | Diferencia |
| ---- | -------------------- | ------------------ | ------------------------------ | ------- | ---------- |
| 1.   | Jesús Puras          | José Arrarte       | Lancia Delta Integrale 16V     | 3:27:50 | 0.0        |
| 2.   | Josep Bassas         | Antonio Rodríguez  | BMW M3 E30                     | 3:29:19 | +1:29      |
| 3.   | Borja Moratal        | Alfredo Rodríguez  | Opel Kadett GSI 16V            | 3:41:05 | +13:15     |
| 4.   | Cele Foncueva        | Álex Romaní        | Ford Sierra RS Cosworth 4-door | 3:41:57 | +14:07     |
| 5.   | Juan Carlos Otamendi | Manuel A. Colado   | Ford Sierra RS Cosworth 4-door | 3:43:03 | +15:13     |
| 6.   | Luis Climent         | José Antonio Muñoz | Opel Corsa A GSi               | 3:43:22 | +15:32     |
| 7.   | Josep Arqué          | Oriol Vinyals      | Peugeot 205 Rallye             | 3:52:43 | +24:53     |
| 8.   | Francisco Cima       | José Eguibar       | Renault 5 GT Turbo             | 3:53:46 | +25:56     |
| 9.   | Fernando González    | Alberto González   | Renault 5 GT Turbo             | 3:58:13 | +30:23     |
| 10.  | Sergio Vallejo       | Juan Carlos Dorado | Peugeot 205 GTI                | 3:59:18 | +31:28     |